# Plaça del Poble Gitano
La Plaça del Poble Gitano es troba en un entrant del carrer de Siracusa del barri de Gràcia de Barcelona. El seu nom ret homenatge a la important comunitat gitana que hi viu al barri de temps ençà. Ocupa una part del solar de la fàbrica Puigmartí, de la que només es conserva la xemeneia, la darrera que queda al barri, catalogada com a bé amb elements d'interès (categoria C).

## Història

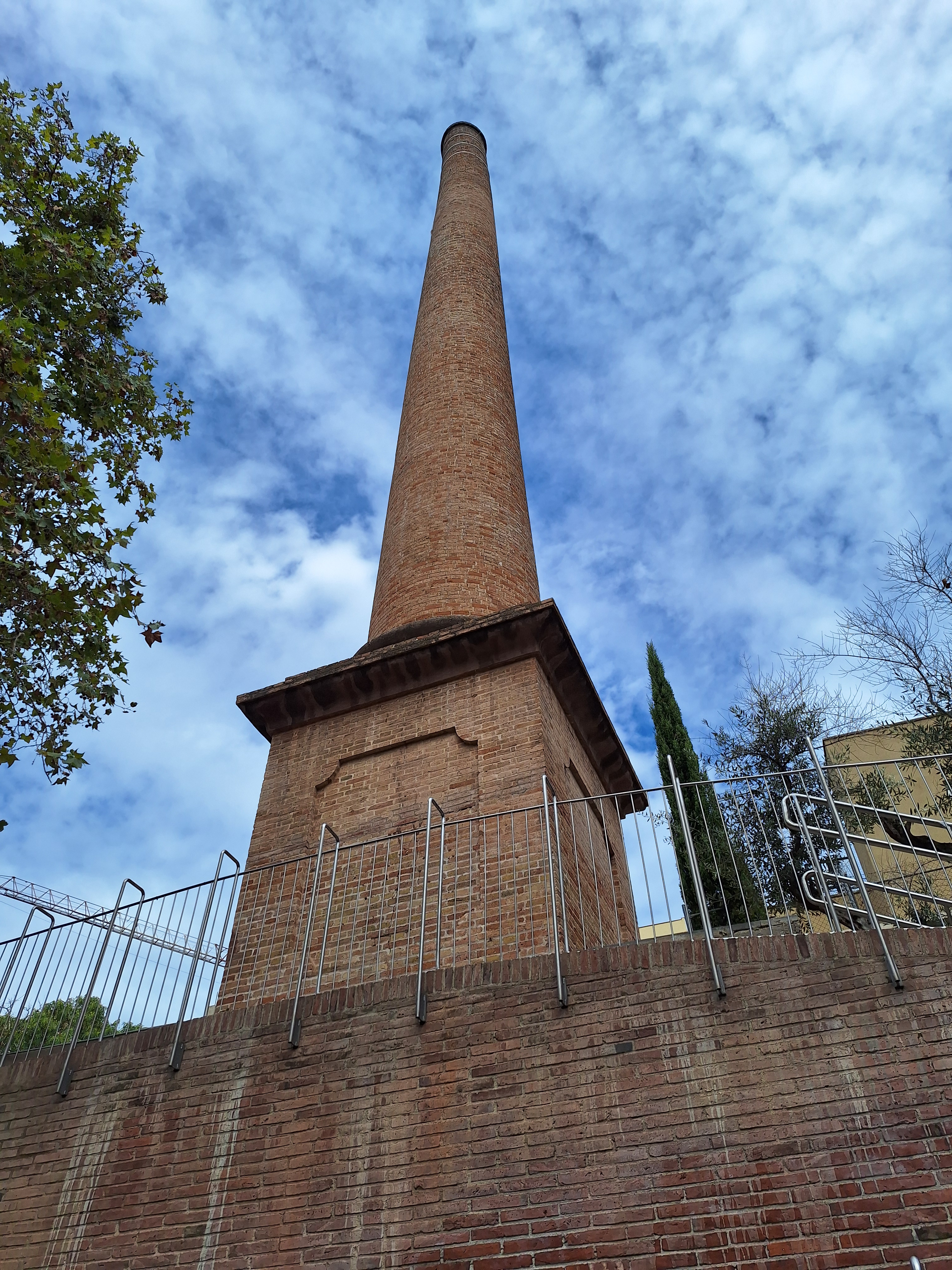
Xemeneia de la fàbrica Puigmartí

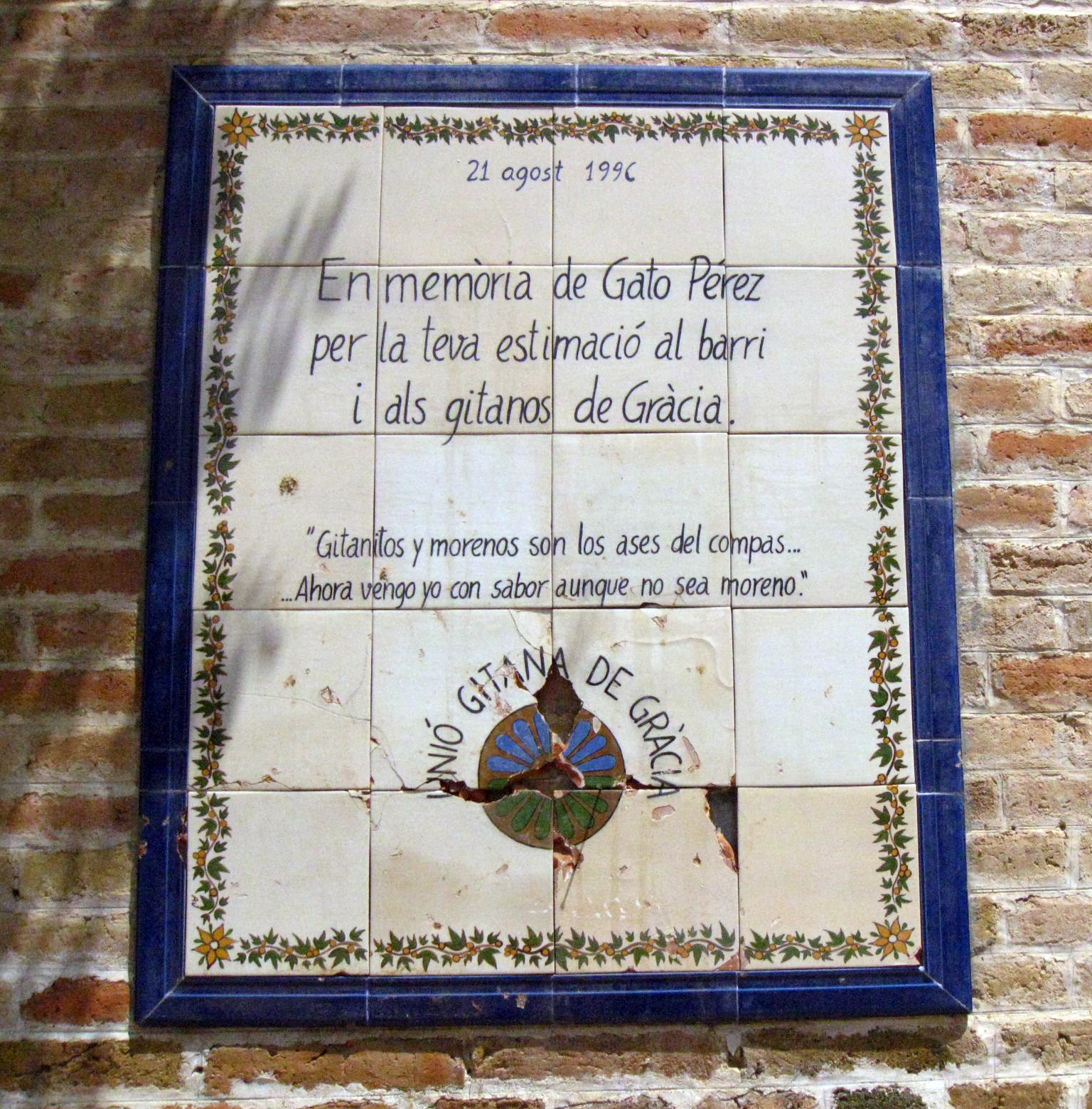
Placa commemorativa de Gato Pérez

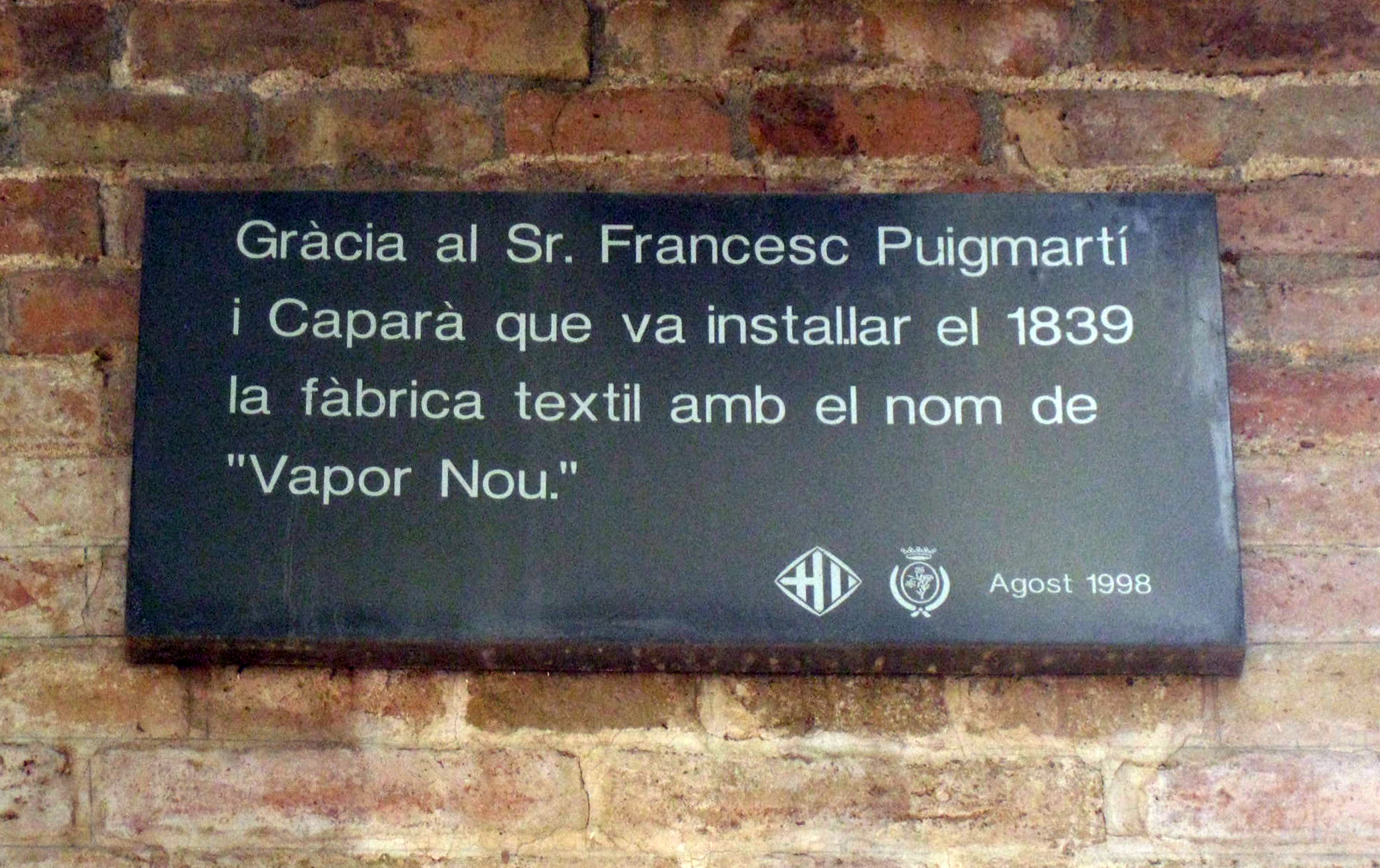
Placa commemorativa de Francesc Puigmartí

A principis de la dècada del 1990, l'arquitecte municipal Antonio Montes Gil va fer el projecte de reurbanització, que incloïa un aparcament soterrat i la plaça es dividia en un espai de ciment i un segon espai verd en el qual hi havia una taula de tennis taula i un parc infantil. El nou espai es va inaugurar la tarda del 9 de juliol de 1993 amb el nom de plaça del Poble Romaní, en un acte amenitzat amb un concert de rumba al capvespre.
Des de la seva creació, la plaça ha estat un espai de festa de la Festa Major de Gràcia, ja fos dins els actes oficials com els alternatius de la festa major, amb actes organitzats per diferents entitats com el Casal d'Avís de Siracusa, la Unió Gitana de Gràcia o la Coordinadora de Festes Populars. El darrer dia de Festa Major de 1996 es va organitzar un concert de rumba catalana, salsa i música en català en què s'homenatjà la figura de Gato Pérez i s'inaugurà la placa commemorativa d'aquest músic arrelat a la Vila. Dos anys més tard, l'agost del 1998, s'hi instal·là una segona placa commemorativa, aquest cop en honor a Francesc Puigmartí i Caparà (1785-1852).
L'escola Univers es va haver d'establir temporalment a la plaça en mòduls prefabricats des de 2009 i fins a la finalització del seu emplaçament definitiu al carrer de Bailèn (vegeu fàbrica de xarxes de Pere Alier) el setembre del 2015, després d'una dilatada espera plena d'entrebancs i una significativa lluita veïnal que incloïa una polèmica per un altre aparcament.
El 2017 va començar el procés participatiu per a la nova remodelació de la plaça, però aquesta no es dugé a terme fins al 2021. Entre els canvis hi hagué una actualització de la zona nord de la plaça amb una millora de l'espai de joc, el parc per a gossos, la zona de petanca, els bancs i l'enllumenat, així com una ampliació de l'espai verd. El cost de la remodelació ascendí fins als 725.000 euros.
El 8 d'abril de 2022, dia Internacional del Poble Gitano, l'espai fou oficialment rebatejat a iniciativa de l'associació de Joves Gitanos de Gràcia. Era una reclamació històrica dels gitanos de Gràcia, que afirmaven que «Romaní» era inexacte, perquè era el terme caló per referir-se només a les dones gitanes i que era més adequat parlar de «poble Rrom» o «Rromanó». Per tal de facilitar-ne la popularització es va optar finalment per «Poble Gitano».

## Descripció
És un espai rectangular de 2.640 m² i es troba parcialment elevat per l'existència de l'aparcament soterrat, el que hi comporta l'accés a través d'una rampa que neix al cap del carrer del Profeta o pujant unes escales extenses a ponent. La plaça compta al nord i d'esquerra a dreta amb una zona segregada per a l'espai d'esbarjo infantil, un espai de petanca i un parc de gossos. A l'extrem oriental es troba l'antiga xemeneia de la fàbrica Puigmartí, feta de maó sobre una base quadrada, a la qual hi ha una placa commemorativa de rajola dedicada a Gato Pérez i una altra de xapa en record a Francesc Puigmartí.
Entorn de la plaça hi ha l'Associació Catalana d'integració i desenvolupament humà (ACIDH), que ocupa des del 1997 l'antic convent de les Filles de Jesús.